# راشد شافی الدوسری
راشد شافی الدوسری (انگلیسی: Rashid Shafi Al-Dosari؛ زادهٔ ۸ مهٔ ۱۹۸۱) پرتاب‌گر دیسک اهل قطر است.